# Caboila
Caboila é uma comuna rural do sul do Mali da circunscrição de Sicasso e região de Sicasso. Segundo censo de 1998, havia 21 068 residentes, enquanto segundo o de 2009, havia 26 272. A comuna inclui 26 vilas.

## História
No início do século XX, ao comentar sobre algumas localidades do já extinto Reino de Quenedugu (1825–1898), o governador Par A. Colheaux menciona que houve um tempo em que sacrifícios humanos estavam em voga em Caboila. Ele também menciona que à época da conquista francesa de Sicasso das mãos do fama Babemba Traoré (r. 1893–1898), Caboila estava sob o comando do cuntigui (comandante-em-chefe) Quelitigui Curuma.